# Янов-Ростовский, Дмитрий Иванович
Князь Дмитрий Иванович Янов-Ростовский — сын боярский и воевода во времена правления Ивана III Васильевича и Василия III Ивановича.
Из княжеского рода Яновы-Ростовские. Младший, из четырёх сыновей родоначальника, князя Ивана Андреевича по прозванию «Ян». Имел братьев, князей: Ивана Ивановича по прозванию «Тёмка» (родоначальник князей Тёмкины-Ростовские), Василия по прозванию «Губка» и дворянина Семёна, участника государевых новгородских походов 1492 и 1495 годов.

## Биография
Показан в детях боярских. В феврале 1500 года на свадьбе дочери великого князя Ивана III — княжны Феодосии Ивановны и князя Василия Даниловича Холмского, был тридцать седьмым в свадебном поезде. В 1507 году, во время русско-казанской войны, послан в конной рати к Казани, а в какой должности в документе не указано. В 1512 году второй воевода по «крымским вестям» в Кашире.

## Семья
От брака с неизвестной имел детей, потомство которых с княжеским титулом неизвестно:
- Князь Янов-Ростовский Иван Дмитриевич — в октябре 1551 года записан шестым в третью статью московских детей боярских, в 1554 году на свадьбе казанского царя Симеона и Марией Андреевной Кутузовой-Клеопиной стоял первым у места новобрачных.
- Князь Янов-Ростовский Никита Дмитриевич — в октябре 1551 года записан одиннадцатым в третью статью московских детей боярских, в 1565 года подвергнут опале и сослан в Казанский край, в марте этого же года годовал сперва третьим, а после вторым воеводой в Свияжске.
- Князь Янов-Ростовский Фёдор Дмитриевич — в 1548 году голова в Большом полку в Коломне, в октябре 1551 года записан двенадцатым в третью статью московских детей боярских, в 1561 году четвёртый воевода в Казани, в 1565 году подвергнут опале и сослан в Казанский край.